# Honky Tonk Freeway
Honky Tonk Freeway is een Amerikaans-Britse filmkomedie uit 1981 onder regie van John Schlesinger.

## Verhaal
Het leven van een stel Amerikaanse mafkezen komt samen in Ticlaw. Die kleine stad in Florida wil toeristen aantrekken ondanks het ontbreken van een afslag in de nieuwe hoofdweg.

## Rolverdeling
| Acteur            | Personage            |
| ----------------- | -------------------- |
| David Rasche      | Eddie White          |
| Paul Jabara       | T.J. Tupus           |
| Howard Hesseman   | Snapper              |
| Teri Garr         | Ericka               |
| Jenn Thompson     | Delia                |
| Peter Billingsley | Kleine Billy         |
| Beau Bridges      | Duane Hansen         |
| Beverly D'Angelo  | Carmen Odessa Shelby |
| Daniel Stern      | Lifter               |
| Sandra McCabe     | Prostituee           |
| Celia Weston      | Grace                |
| Deborah Rush      | Zr. Mary Magdalene   |
| Geraldine Page    | Zr. Mary Clarise     |
| George Dzundza    | Eugene               |
| Joe Grifasi       | Osvaldo              |